# Lugdunum (Katwijk)
Lugdunum ("duin van [de god] Lugh") was een Romeinse nederzetting in de provincie Neder-Germanië (Germania Inferior) en wordt doorgaans gesitueerd in de buurt van het huidige Katwijk. Het was de meest noordwestelijke nederzetting langs de Neder-Germaanse limes, een onderdeel van de Romeinse rijksgrens (limes). Deze noordelijke rijksgrens werd tussen ca. 50 voor Christus en 475 na Chr. gevormd door nederzettingen, castra (kleine legerkampen) en castella (forten voor hulptroepen) langs de rivier de Rijn. In de middeleeuwen lag Lugdunum Batavorum onder de duinen, maar door kustafslag in de vijftiende en zestiende eeuw kwamen de vermoedelijke restanten op het strand bij Katwijk tevoorschijn.
Veel van het muurwerk van een fort kwam na een storm in 1520 aan het licht. Dit fort Brittenburg was mogelijk deel van de nederzetting Lugdunum. Het fort werd vastgelegd in een gravure van cartograaf Abraham Ortelius. Dat laat een vierkant bouwwerk zien - waarschijnlijk een horreum (graanschuur) binnen een ommuring van halfronde torens. 
Ter hoogte van de huidige uitwateringssluizen zijn in 1982 Romeinse bewoningsresten uit de periode 160 - 240 na Chr. aangetroffen die mogelijk in verband kunnen worden gebracht met Lugdunum. Vanwege de ligging aan de monding van de Rijn en de vondst van veel dakpannen van de Romeinse vloot wordt verondersteld dat Lugdunum een Romeinse marinebasis moet zijn geweest. Ook zou er mogelijk een vuurtoren hebben gestaan, gebouwd onder keizer Caligula.

## Naam
De naam Lugduno wordt vermeld op het Itinerarium Antonini en op de Peutingerkaart. De Griekse geograaf Claudius Ptolemaeus gebruikte in zijn Geographia de term Lougodeion Batauoon (Λουγόδεινον Βαταυῶν), waarbij het achtervoegsel – verwijzend naar de Bataven – mogelijk was bedoeld om de plaats te onderscheiden van andere Lugduna, zoals Lugdunum (Lyon) of Laon in Frankrijk. De naam zelf dateert dus uit de 2de eeuw, maar aangezien de Griekse tekst van Ptolomeus pas in de 14de eeuw in het Latijn is vertaald, is de naam Lugdunum Batavorum vooral gebruikt sinds de Renaissance. Historisch gezien behoorde de nederzetting niet tot het gebied van de Bataven maar tot het gebied van de Cananefaten. Het kan een aanwijzing zijn dat de Cananefaten in het midden van de 1e eeuw hiërarchisch onder de Bataven vielen. De naam Lugdunum is van Gallische oorsprong, wat opvallend is omdat het gebied eigenlijk niet tot Gallië behoorde. Tot op heden is voor dit feit echter geen plausibele verklaring gevonden, ook omdat over de etniciteit van de Cananefaten weinig bekend is. Mogelijk is de naam afkomstig van Gallo-Romeinse immigranten. Vermoedelijk gingen Germaanse nieuwkomers (later de Cananefaten genoemd) de plaatselijke Keltische Kanninones ('Lookmensen') overheersen.

## Leiden als Lugdunum

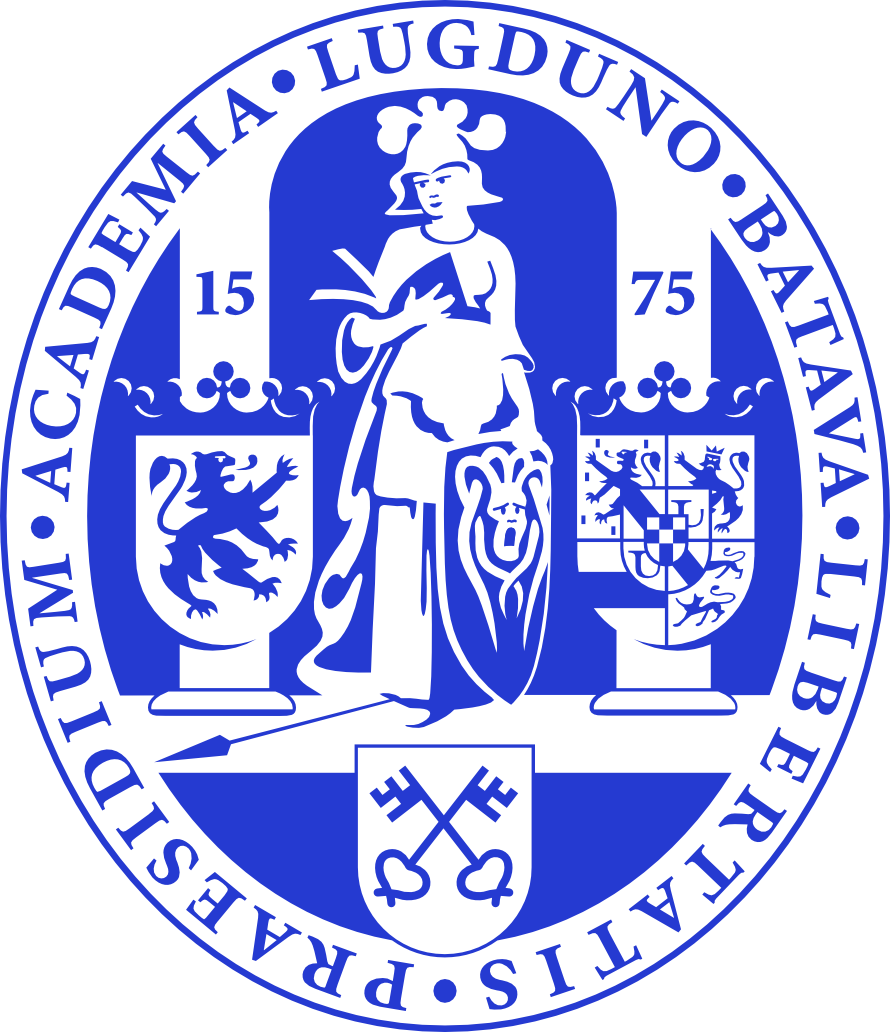
Het zegel van de Universiteit Leiden

Na de herontdekking van de Peutingerkaart rond 1500 en het Leidens ontzet identificeerde de Leidse geleerde Janus Dousa Lugduno als de Burcht van Leiden. De toen gestichte Universiteit Leiden kreeg de Latijnse naam Academia Lugduno Batava. Sindsdien heeft ook de nabijgelegen stad Leiden zich in officiële documenten aangeduid als Lugdunum. Deze onterechte identificatie heeft verdere sporen achtergelaten in de voetbalclub LVV Lugdunum. Overigens lag in de huidige Leidse wijk Roomburg ook een Romeins fort met de naam Matilo.